# Jakob der Lügner
Jakob der Lügner (en alemany Jakob el mentider) és una pel·lícula de guerra dramàtica del 1975 de Frank Beyer, adaptada per Beyer i Jurek Becker de la novel·la del mateix títol d'aquest últim. Ambientada a Polònia ocupada pels nazis durant l'Holocaust, la pel·lícula se centra en Jakob Heym (interpretat per Vlastimil Brodský), un jueu polonès que intenta aixecar la moral dins del gueto compartint rumors encoratjadors que afirma haver sentit a una ràdio (imaginària). La pel·lícula va ser una coproducció entre Alemanya de l'Est i Txecoslovàquia. Es va estrenar a la televisió d'Alemanya de l'Est el 22 de desembre de 1974 i es va estrenar a les sales el 18 d'abril de 1975.
El treball de la pel·lícula va començar l'any 1965, però la producció es va aturar l'estiu de 1966. Becker, que originalment havia planificat Jakob der Lügner com a guió, va decidir convertir-la en una novel·la. El 1972, després que el llibre tingués un èxit considerable, es va reprendre el treball sobre la pel·lícula. Jakob der Lügner va ser un èxit de crítica i comercial, aconseguint nombrosos reconeixements internacionals i es va convertir en la primera pel·lícula d'Alemanya de l'Est que es va presentar al Festival Internacional de Cinema de Berlín, on va competir per l'Ós d'Or. La pel·lícula també va ser nominada a l'Oscar a la millor pel·lícula de parla no anglesa als Premis Oscar de 1976, l'única pel·lícula d'Alemanya de l'Est que ha estat mai nominada.
El 1999 es va estrenar un remake en anglès, protagonitzat per Robin Williams.

## Trama
En un gueto jueu a la Polònia ocupada pels alemanys, un home anomenat Jakob Heym és atrapat al carrer després del toc de queda. Li diuen que es presenti a una oficina militar alemanya on troba que l'oficial a càrrec es desmaia borratxo. La ràdio funciona i Jakob escolta una emissió sobre els avenços de l'Exèrcit Soviètic. Finalment, Jakob surt furtivament i se'n va a casa.
Més tard diu als seus amics que els russos no són gaire lluny. Com que ningú creu que va anar a l'oficina nazi i ha sortit amb vida, Jakob inventa una mentida, afirmant que és propietari d'una ràdio, un delicte castigat amb la mort. Això posa a Jakob en una posició difícil, ja que se li demanen constantment més notícies.
Aleshores comença a animar els seus amics amb informes falsos sobre l'avanç de l'Exèrcit Roig cap al seu gueto. Els residents, que estan desesperats i morts de fam, troben una nova esperança a les històries de Jakob. Fins i tot quan finalment confessa al seu amic que només el primer informe era cert i tota la resta està inventat, el seu amic assenyala que les seves històries donen a la gent esperança i ganes de viure. La pel·lícula acaba amb la deportació de Jakob i els altres als camps d'extermini.

## Repartiment
- Vlastimil Brodský - Jakob Heym
- Erwin Geschonneck - Kowalski
- Henry Hübchen - Mischa
- Blanche Kommerell - Rosa Frankfurter
- Armin Mueller-Stahl - Roman Schtamm
- Peter Sturm - Leonard Schmidt
- Manuela Simon - Lina
- Dezső Garas - Herr Frankfurter
- Zsuzsa Gordon - Fraulein Frankfurter
- Margit Bara - Josefa Litwin
- Reimar J. Baur - Herschel Schtamm
- Friedrich Richter - Dr. Kirschbaum
- Hermann Beyer - Oficial de deure
- Klaus Brasch - Josef Neidorf
- Jürgen Hilbrecht - Schwoch
- Klaus Brasch - Najdorf
- Jürgen Hilbrecht - Schwocj
- Paul Lewitt - Horowitz
- Fritz Links - Fajngold
- Edwin Marian - Abraham
- Gabriele Gysi - Larissa
- Karel Kalita - Siegfied
- Fred Ludwig - Awron Minsch
- Erich Petraschk - Chaim Balabusne
- Pavel Vancura - Rafael
- Hans-Peter Reinecke - Soldat

## Producció

### Primer intent
Mentre encara anava a la universitat, Jurek Becker va sentir del seu pare una història sobre un home del Ghetto de Łódź que tenia una ràdio i donava notícies del món exterior, arriscant-se a ser executat pels alemanys. Quan Becker es va convertir en guionista a principis dels anys 60, va decidir compondre un guió de pel·lícula basat en la història. El 10 de gener de 1963, va presentar un tractament de 32 pàgines a l'estudi DEFA, el monopoli cinematogràfic de propietat estatal de la República Democràtica Alemanya. L'estudi va aprovar l'obra i va autoritzar-la a desenvolupar-la. Becker va rebre 2,000 marcs d'Alemanya Oriental. El 17 de febrer de 1965, va lliurar un guió de 111 pàgines a l'estudi, i el 15 de desembre va enviar un guió complet de 185 pàgines.
Durant el 1965, a mesura que avançava el treball en el guió, Frank Beyer va demanar dirigir la futura pel·lícula i va rebre el paper. El 9 de febrer de 1966, el director general de DEFA, Franz Bruk, va presentar el guió al president del Departament de Cinema del Ministeri de Cultura, Wilfried Maaß, i va demanar permís per començar la producció. Maaß va respondre que el guió hauria de ser històricament precís: en el treball de Becker, l'Exèrcit Roig va alliberar el gueto just abans que els residents fossin deportats, tot i que Jakob va morir a la tanca de filferro de pues. El president va assenyalar que cap gueto jueu va ser rescatat d'aquesta manera a la guerra, ja que els alemanys van aconseguir evacuar-los tots. Tanmateix, el 22 de febrer va concedir permís per començar a treballar en la imatge. Beyer va decidir triar l'actor txecoslovac Vlastimil Brodský per al paper de Jakob, i DEFA va començar les negociacions amb els Estudis Barrandov.

### Cancel·lació
Els productors aviat van trobar dificultats. A finals de 1965, del 16 al 18 de desembre, el Partit Socialista Unificat d'Alemanya es va reunir per al seu XI Ple. Durant la convenció, la indústria del cinema va ser severament criticada i acusada de prendre llibertats artístiques incongruents amb la ideologia marxista. L'any següent, es van prohibir unes dotze pel·lícules produïdes recentment: les més destacades d'elles van ser Das Kaninchen bin ich de Kurt Maetzig i Spur der Steine de Beyer. Aquesta última es va estrenar l'estiu de 1966, però aviat va ser retirada de la circulació. En conseqüència, el director va ser increpat per la direcció de l'Estudi i fou posat a la llista negra. Se li va prohibir treballar al cinema, i va ser relegat a treballar al teatre, i més tard a Deutscher Fernsehfunk, la televisió estatal d'Alemanya de l'Est. Posteriorment, la producció de Jakob der Lügner va cessar el 27 de juliol de 1966.
La biògrafa de Becker, Beate Müller, va escriure que, si bé les implicacions del Ple hi van tenir un paper, "seria enganyós imposar-hi tota la responsabilitat": ni Becker ni la pel·lícula van ser esmentades pel Partit, i DEFA podria haver trobat simplement un altre director. Beyer va escriure que es considerava que la pel·lícula sonava en l'àmbit polític, i va afegir que la censura mai va intentar interferir amb Jakob der Lügner. Hi havia altres motius: Beyer tenia la intenció de fer la fotografia principal a Polònia, principalment a l'antic gueto de Cracòvia, i va demanar permís a les autoritats de la República Popular de Polònia; també va planejar que els polonesos ajudessin a finançar la pel·lícula. Els grups de producció units de Polònia van respondre negativament. Beyer creia que la sensibilitat del tema de l'Holocaust a Polònia estava darrere del rebuig. Més important encara, la prohibició de moltes de les pel·lícules fetes l'any 1965 i l'avortament d'altres projectes futurs que estaven en marxa i que es temien ser inconformistes havien portat DEFA a una crisi financera. Tots els ingressos futurs depenien ara de les pel·lícules que no es van veure afectades pel Ple, i només quedava un pressupost escàs per a noves empreses.

### Finalització
El rebuig de la pel·lícula va motivar Becker a convertir el seu guió en una novel·la. Jacob der Lügner es va publicar per primera vegada el 1969 i es va convertir en un èxit comercial i de crítica, guanyant diversos premis literaris, també a Alemanya Occidental i a l'estranger. L'aclamació que va rebre va motivar la cadena de televisió d'Alemanya Occidental ZDF a apropar-se a l'autor i demanar els drets per adaptar-lo. Becker, que ara era un autor famós i influent, va anar a Beyer i va suggerir que reprenguessin el treball en la pel·lícula inacabada del 1966. El director va proposar que fos una coproducció de DEFA i DFF. La pel·lícula, que sempre va ser vista positivament per l'establishment, mai va ser prohibida, i l'estudi va mantenir l'interès per filmar el guió al llarg dels anys. El 16 de març de 1972 es va signar un contracte entre Becker i els estudis. Va lliurar un guió de 105 pàgines el 22 de juny de 1972, que va ser aprovat l'11 d'agost. El guió final, amb 152 pàgines, va ser autoritzat per DEFA el 7 de gener de 1974.
La pel·lícula va ser finançada per ambdues companyies, pagant cadascuna la meitat del pressupost de 2,4 milions de marcs d'Alemanya de l'Est, que era més aviat la mitjana per les pel·lícules de DEFA fetes als anys 70. Beyer va rebutjar completament rodar a Polònia aquesta vegada. Va optar per fer fotografies a l'aire lliure a la ciutat txecoslovaca de Most, el centre històric de la qual estava en demolició; creia que les ruïnes servirien millor com a lloc del gueto.
L'actor alemany occidental Heinz Rühmann, a qui ZDF li va oferir representar Jakob mentre els seus directors creien que en rebrien els drets, va insistir a retratar-lo fins i tot a la producció de DEFA. Erich Honecker havia decidit personalment rebutjar-lo, en el que Katharina Rauschenberger i Ronny Loewy van anomenar "probablement la seva única decisió productiva en el camp de l'art... Afortunadament, la pel·lícula es va salvar de Rühmann". Brodský va ser convidat de nou per interpretar el paper principal. Jerzy Zelnik havia de protagonitzar Mischa, però el monopoli de producció cinematogràfica de l'estat polonès Film Polski, que exigia més detalls sobre la pel·lícula als alemanys de l'Est, va soscavar l'intent. Finalment, Henry Hübchen va rebre el paper. El repartiment també va comptar amb dos supervivents del camp de concentració: Erwin Geschonneck i Peter Sturm.
La fotografia principal va començar el 12 de febrer de 1974 i va acabar el 22 de maig. L'edició va començar el 4 de juny. L'estudi va acceptar la pel·lícula a l'octubre, requerint només canvis menors. La versió final, editada, es va completar el 3 de desembre. Els productors es van mantenir dins dels límits pressupostaris i el cost total de Jakob der Lügner es va sumar a 2.411.600 marcs alemanys de l'Est.

## Recepció

### Distribució

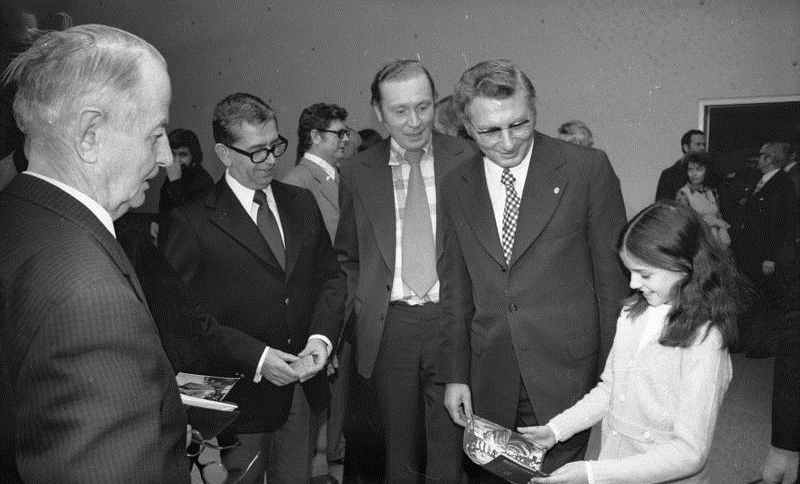
Brodský, Beyer i altres a l'estrena de Jakob der Lügner

Mai es va esperar que Jakob der Lügner tingués èxit comercial: els funcionaris de la DEFA que van realitzar una enquesta preliminar d'audiència el 1974 van estimar el 28 de maig que no la veurien més de 300.000 persones. Müller creia que per aquest motiu, tot i que la seva estrena als cinemes s'havia de fer a principis de 1975, tant DEFA com el Ministeri de Cultura no es van oposar quan la direcció del DFF va sol·licitar emetre'l primer per televisió, al·legant que els mancava un "punt àlgid emocional" per al programa de televisió de Nadal de 1974. El diumenge, 22 de desembre de 1974, DFF 1 va projectar una versió en blanc i negre, en una de les franges principals de l'horari de màxima audiència de la seva programació anual. Va ser vist per "milions d'espectadors".
Quan finalment es va distribuir als cinemes l'abril de 1975, les seves xifres d'assistència es van veure més danyades per l'emissió anterior a la televisió. La xifra va augmentar només a 164.253 després d'un any, a 171.688 a finals de 1976 i a 232.000 el 1994.
Malgrat això, Jakob der Lügner es va convertir en un èxit internacional: es va exportar a vint-i-cinc estats estrangers, un assoliment rar per a una pel·lícula d'Alemanya de l'Est, sobretot perquè només cinc d'ells estaven dins del Bloc de l'Est: Hongria, Cuba, Bulgària, Romania i Txecoslovàquia. La majoria de les pel·lícules DEFA dels anys 70 es van permetre en no més d'un estat no comunista, si n'hi ha cap, mentre que la pel·lícula de Beyer va ser comprada per distribuïdors d'Alemanya Occidental, Àustria, Grècia, Itàlia, Estats Units, Iran, Japó, Angola, i Israel, entre d'altres. En aquest sentit, "Jakob der Lügner certament no va ser cap fracàs."

### Resposta crítica
Hans-Christoph Blumenberg de Die Zeit va comentar: "Suaument, suaument, sense patetisme ni sentimentalisme barats, Beyer explica una història sobre persones enmig de l'horror... La qualitat notable d'aquesta pel·lícula tranquil·la és s'ha aconseguit sobretot gràcies a la magnífica interpretació del repartiment."
El crític de The New York Times Abraham H. Weiler va escriure Jakob der Lügner "sorprenentment no té res semblant a la propaganda comunista... Brodský és contundent, divertit i commovedor". Va afegir que "il·lustra l'observació de Mark Twain que 'el coratge és la resistència a la por, el domini de la por i no l'absència de por".

## Premis i nominacions
L'1 d'octubre de 1975, Becker, Beyer, Brodský, l'actor Erwin Geschonneck, el dramaturg Gerd Gericke i el director de fotografia Günter Marczinkowsky van rebre el Premi Nacional d'Alemanya de l'Est de segona classe en col·lectiu pel seu treball a la pel·lícula.
La pel·lícula va ser rebutjada pels organitzadors del 9è Festival Internacional de Cinema de Moscou, celebrat el juliol de 1975, a causa del seu tema, que es va considerar "antiquat". El biògraf de Becker, Thomas Jung, va afirmar que el motiu era "el tema tabú de l'antisemitisme a l'Europa de l'Est".
Jakob der Lügner va ser la primera pel·lícula d'Alemanya de l'Est que es va presentar al Festival Internacional de Cinema de Berlín a Berlín Occidental: a la XXV Berlinale, Vlastimil Brodský va guanyar l'Os de Plata a la millor interpretació masculina. També va ser nominada a l'Oscar a la millor pel·lícula de parla no anglesa als Premis Oscar de 1976, l'única pel·lícula d'Alemanya de l'Est que s'ha seleccionat mai.

## Anàlisi
Martina Thiele va assenyalar que Jakob der Lügner "és una de les poques pel·lícules de DEFA que es poden anomenar "pel·lícules de l'Holocaust"". Tot i que el tema no era infreqüent al cinema d'Alemanya de l'Est, normalment es representava d'una manera conforme a la visió oficial de la història: les víctimes eren retratades com a completament passives, mentre que l'èmfasi es posava en la lluita comunista contra els nazis. A la pel·lícula de Beyer, es va veure per primera vegada que un jueu oferia resistència.
Paul Cooke i Marc Silberman presenten una interpretació semblant: va ser "la primera pel·lícula que va vincular els jueus amb el tema de la resistència, encara que d'un tipus peculiarment poc heroic". Jakob encara era una representació de l'estereotipat jueu efeminat, recordant el Professor Mamlock, i tot i que "exhibeix un cert grau d'acció", encara ho fa gairebé per instints maternals i nodridors.
Daniela Berghahn va escriure "els aspectes innovadors" de la pel·lícula "consisteixen en el seu nou enfocament... L'ús de la comèdia... No ret homenatge als vencedors de la història, només a la seva víctima... Convertint els negatius en positius, Beyer transmet una història d'esperança... I fa tangible l'impacte de la mentida de Jakob en la vida del gueto".